# Bruno Inzitari
Bruno Inzitari (Cagliari, 24 luglio 1948) è un giurista italiano, allievo di Adolfo Di Majo e Francesco Galgano.

## Biografia
Ha condotto gli interi studi a Roma, ove si è laureato, nel 1971, in diritto commerciale all'Università La Sapienza con il Prof. Giuseppe Ferri.
È stato assistente ordinario e poi professore incaricato nell'Università di Macerata.
Ha vinto il concorso a cattedra nel 1980 ed è stato chiamato nella Facoltà di Giurisprudenza dell'Università di Bologna.
Confermato nel ruolo, come Professore Ordinario, passa successivamente all'ateneo di Pavia e quindi all'Università Statale di Milano e, nel 1999, è chiamato all'Università degli Studi di Milano-Bicocca, Facoltà di Giurisprudenza, per le cattedre di  “Istituzioni di diritto privato” e “Diritto civile”.
Ha svolto attività di ricerca in Germania - quale “Stipendiat” della DAAD (Deutscher Akademischer Austausch Dienst) presso l'Università di Amburgo e presso il Max-Planck-Institut für ausländisches und internationales Privatrecht di Amburgo – sui temi dello Schuldrecht e Geldschulden; come pure ha svolto attività di ricerca presso la University of Michigan Law School di Ann Arbor, Michigan, sempre sul tema delle obbligazioni pecuniarie e della rilevanza giuridica del denaro.
È stato tra i fondatori, con Francesco Galgano, della rivista “Contratto e Impresa”, della quale attualmente è componente della direzione.
È nella direzione della rivista “Il diritto fallimentare”, della rivista www.ilcaso.it, Il Diritto della Crisi; collabora con altre riviste di carattere giuridico.
Fondatore e direttore della collana “Il diritto degli affari”  e del sito www.ildirittodegliaffari.it.
L'attività scientifica ha riguardato principalmente settori a cavallo tra il diritto civile e il diritto commerciale, con particolare attenzione alle tematiche economiche sottese ai diversi istituti giuridici.
Ha partecipato ai lavori della Commissione "Trevisanato"per la riforma del diritto fallimentare e successivamente della Commissione Cartabia per la riforma del Codice della Crisi d'impresa e dell'insolvenza.
Avvocato a Milano, Commissario Straordinario e Commissario Liquidatore di società assicurative e gruppi bancari, di procedure di concordato di accordi ristrutturazione, procedure di risoluzione e di liquidazione coatta amministrativa nell'ambito delle crisi bancarie.

## Campi di ricerca
- - legislazione vincolistica e autonomia privata;
- - obbligazioni pecuniarie nella legislazione italiana e nel diritto comparato;
- - analisi dei contratti e delle prassi bancarie con riguardo alle diverse problematiche dell'anatocismo, dell'usura, della contrattazione sui mercati finanziari e degli strumenti derivati;
- - trattamento delle obbligazioni e dei contratti nel diritto fallimentare, nell'amministrazione controllata, nel concordato e negli accordi di ristrutturazione dei debiti;
- - comunione famigliare e patto di famiglia;
- - disciplina della crisi bancaria secondo la BRRD (Bank Recovery and Resolution Directive), degli aiuti di Stato ed NPL;
- -soluzione della crisi d'impresa attraverso Composizione negoziata per la crisi d'impresa, e Strumenti di regolazione della crisi  e dell'insolvenza secondo il Codice della Crisi d'Impresa e dell'insolvenza.

## Opere principali
- Riflessioni sul contratto plurilaterale, in Rivista Trimestrale di Diritto e Procedura Civile, 1973;
- L'impresa nei rapporti contrattuali, in Trattato di diritto commerciale e di diritto pubblico dell'economia, diretto da Francesco Galgano, Padova, 1978;
- Autonomia privata e controllo pubblico nel rapporto di locazione, Napoli, 1979;
- Inflationsschaden beim Verzug mit Geldschulden in der italienischen Rechtsprechung, in Recht der internationalen Wirtscaft, 1979;
- Le funzioni giuridiche del danaro nella società contemporanea, in Rivista di diritto civile, 1982;
- La moneta, in Trattato di diritto commerciale e diritto pubblico dell'economia, diretto da Francesco Galgano, Padova, 1983;
- voce Locazione, in Enciclopedia giuridica, Roma, 1984;
- Gli effetti del fallimento nei confronti dei creditori, artt. 51-63 della legge fallimentare, in Commentario alla legge fallimentare Scialoja e Branca, a cura di Bricola, Galgano, Santini, Bologna, 1988;
- voce Interessi, in Digesto, IV ed., Torino, 1993;
- voce Moneta, in Digesto, IV ed., vol. XI, Torino, 1995;
- Amministrazione controllata, artt. 188-192 in Commentario alla legge fallimentare Scialoja e Branca, a cura di Bricola, Galgano, Santini, Bologna, 1992;
- voce Obbligazioni nel fallimento, in Digesto, IV, Torino, 1995;
- voce Obbligazioni pecuniarie, in Digesto, IV, Torino, 1995;
- Besondere Probleme der Sicherungsabtretung in Italien, in Die Forderungsabtretung, insbesondere zur Kreditsicherung, in ausländischen Rechtsordnungen, Berlin, 1999;
- Profili del diritto delle obbligazioni, Padova, 2000;
- Le responsabilità della banca nell'esercizio del credito: abuso nella concessione di credito e rottura del credito, in Banca, Borsa e tit. di credito, 2001;
- Le Sezioni Unite e il divieto di anatocismo: l'asimmetria contrattuale esclude la formazione dell'uso normativo, in Banca Borsa e tit. di cred., 2005;
- Le obbligazioni nel diritto degli affari, Padova, 2006;
- L'adempimento dell'obbligazione pecuniaria nella società contemporanea: tramonto della carta moneta e attribuzione pecuniaria per trasferimento della moneta scritturale, in Banca, Borsa e tit. cred., 2007;
- Le obbligazioni pecuniarie, artt. 1277–1284, in Commentario al Codice Civile Scialoja Branca, Bologna-Roma, 2011;
- Gli accordi di ristrutturazione ex art. 182-bis l. fall.: natura, profili funzionali e limiti dell'opposizione degli estranei e dei terzi, in Contratto e impresa, 2011;
- Leasing nel fallimento: soddisfazione integrale del concedente fuori dal concorso sostanziale e necessità dell’accertamento del credito nel concorso formale in www.ilfallimentarista.it;
- Interessi postfallimentari ed endofallimentari: responsabilità del debitore, imputazione dei pagamenti ricevuti dai creditori concorsuali, Il diritto fallimentare e delle società commerciali, 6/2012, Padova – CEDAM;
- La disciplina della crisi nel Testo Unico Bancario, in Quaderni di Ricerca Giuridica, Banca d’Italia Eurosistema, marzo 2014, p. 121;
- Gli accordi di ristrutturazione con intermediari finanziari e la convenzione di moratoria: deroga al principio di relatività del contratto ed effetti sui creditori estranei, in Contratto e Impresa, 6, 2015, Padova – CEDAM , pp. 1184 ss.;
- BRRD, Bail in, risoluzione della banca in dissesto, condivisione concorsuale delle perdite (d.lgs. n. 180 del 2015), in Contratto e Impresa, 3/2016, CEDAM, pp. 689 ss.;
- Crediti deteriorati (NPL), aiuti di stato nella BRRD e nella comunicazione sul settore bancario del 30.7.2013 della Commissione Europea, in Banca e Borsa Titoli di Credito, Giuffrè Editore, n. 6/2016 pag. 641;
- Interessi –Legali, corrispettivi, moratori, usurai, anatocistici, in Quaderni de Ildirittodegliaffari.it, a cura di Bruno Inzitari, Giappichelli Editore, Torino, 2017;
- Il curatore è legittimato all’azione di responsabilità verso gli amministratori e la banca per abusiva concessione e aggravamento del dissesto, in Il Diritto Fallimentare e delle Società Commerciali, CEDAM , n. 3-4/2017, pp. 720 ss.;
- Banca, crisi e responsabilità - Scritti scelti dal 1973 al 2016, in Collana del Dipartimento di Giurisprudenza dell’Università di Milano-Bicocca, Giappichelli, 2018;
- La misura precauzionale della limitazione del rimborso della quota nella trasformazione delle Banche popolari, in Rivista del Diritto Commerciale, n. 3/2018;
- Inzitari - Depetris, Abusiva concessione di credito, legittimazione del curatore, danno alla massa ed al soggetto finanziato, in Il diritto fallimentare 6/2018;
- Misure per il sostegno del sistema creditizio del Mezzogiorno, d.l. 16 dicembre 2019 n. 142: Banca Popolare di Bari e disciplina degli aiuti di Stato, in Banca e Borsa Titoli di Credito, Giuffrè Editore, n. 2/2020, pag. 298 ss;
- Crisi, insolvenza, insolvenza prospettica, allerta: nuovi confini della diligenza del debitore, obblighi di segnalazione e sistema sanzionatorio nel quadro delle misure di prevenzione e risoluzione, in Il Diritto fallimentare e delle Società Commerciali, Giappichelli, n. 3-4/2020;
- Irripetibilità del diritto di stipula in caso di recesso od estinzione anticipata di contratti di risparmio edilizio (nota a trib. verona,11 maggio 2020, n. 645), in Banca e Borsa Titoli di Credito, Giuffrè Editore, n. 2/2021, pag. 250 ss;
- L’azione di massa per abusiva concessione di credito nella giurisprudenza della Cassazione, in Contratto e Impresa, n. 4/2021, pag. 1125;
- Presupposti e limiti della maturazione degli interessi nell’obbligazione pecuniaria: inammissibilità fallimentare e civilistica dei cc.dd. interessi post-fallimentari, in Banca Borsa Titoli di Credito, Giuffrè Editore, n. 6/2021, pag.825ss;
- La sentenza del Landgericht Berlin di inammissibilità degli interessi negativi ed i presupposti per la produzione degli interessi sui debiti pecuniari, in www.dirittodellacrisi.it, 16 marzo 2022;
- Le mobili frontiere della responsabilità patrimoniale: dematerializzazione della garanzia patrimoniale, concordato in continuità e distribuzione del valore eccedente il valore di liquidazione, in Il diritto fallimentare e delle società commerciali, Giappichelli n. 3-4/2023, pag. 443;
- Nuovi principi del codice della crisi d’impresa e dell’insolvenza: negoziazione concorsuale nella continuità aziendale, in La gestione dei rapporti di lavoro nella crisi di impresa, Giuffrè 2023, pag. 21;
- Crisi dell’impresa e riparto fra i creditori dei costi della sostenibilità, in Orizzonti del Diritto Commerciale, Giappichelli Editore n. 2-2023 pag. 359;